# Liste der olympischen Medaillengewinner aus Algerien
Das Comité Olympique Algérien wurde 1963 gegründet und 1964 vom Internationalen Olympischen Komitee aufgenommen.

## Medaillenbilanz
Bislang konnten Sportler aus Algerien 20 olympische Medaillen bei den Sportwettbewerben erkämpfen. Diese teilen sich in sieben Gold-, vier Silber- und neun Bronzemedaillen auf, die alle bei Sommerspielen gewonnen wurden.
| Algerien bei den Olympischen Sommerspielen                                      | Algerien bei den Olympischen Sommerspielen | Algerien bei den Olympischen Sommerspielen | Algerien bei den Olympischen Sommerspielen | Algerien bei den Olympischen Sommerspielen | Algerien bei den Olympischen Sommerspielen |      | Algerien bei den Olympischen Winterspielen | Algerien bei den Olympischen Winterspielen | Algerien bei den Olympischen Winterspielen | Algerien bei den Olympischen Winterspielen | Algerien bei den Olympischen Winterspielen | Algerien bei den Olympischen Winterspielen |
| Jahr                                                                            | Gold                                       | Silber                                     | Bronze                                     | Gesamt                                     | Rang                                       | Jahr | Gold                                       | Silber                                     | Bronze                                     | Gesamt                                     | Rang                                       |                                            |
| 1964                                                                            | 0                                          | 0                                          | 0                                          | 0                                          |                                            |      | 1964                                       | –                                          | –                                          | –                                          | –                                          | –                                          |
| 1968                                                                            | 0                                          | 0                                          | 0                                          | 0                                          |                                            |      | 1968                                       | –                                          | –                                          | –                                          | –                                          | –                                          |
| 1972                                                                            | 0                                          | 0                                          | 0                                          | 0                                          |                                            |      | 1972                                       | –                                          | –                                          | –                                          | –                                          | –                                          |
| 1976                                                                            | –                                          | –                                          | –                                          | –                                          | –                                          |      | 1976                                       | –                                          | –                                          | –                                          | –                                          | –                                          |
| 1980                                                                            | 0                                          | 0                                          | 0                                          | 0                                          |                                            |      | 1980                                       | –                                          | –                                          | –                                          | –                                          | –                                          |
| 1984                                                                            | 0                                          | 0                                          | 2                                          | 2                                          | 42                                         |      | 1984                                       | –                                          | –                                          | –                                          | –                                          | –                                          |
| 1988                                                                            | 0                                          | 0                                          | 0                                          | 0                                          |                                            |      | 1988                                       | –                                          | –                                          | –                                          | –                                          | –                                          |
| 1992                                                                            | 1                                          | 0                                          | 1                                          | 2                                          | 34                                         |      | 1992                                       | 0                                          | 0                                          | 0                                          | 0                                          |                                            |
| 1996                                                                            | 2                                          | 0                                          | 1                                          | 3                                          | 34                                         |      | 1994                                       | –                                          | –                                          | –                                          | –                                          | –                                          |
| 2000                                                                            | 1                                          | 1                                          | 3                                          | 5                                          | 40                                         |      | 1998                                       | –                                          | –                                          | –                                          | –                                          | –                                          |
| 2004                                                                            | 0                                          | 0                                          | 0                                          | 0                                          |                                            |      | 2002                                       | –                                          | –                                          | –                                          | –                                          | –                                          |
| 2008                                                                            | 0                                          | 1                                          | 1                                          | 2                                          | 65                                         |      | 2006                                       | 0                                          | 0                                          | 0                                          | 0                                          |                                            |
| 2012                                                                            | 1                                          | 0                                          | 0                                          | 1                                          | 50                                         |      | 2010                                       | 0                                          | 0                                          | 0                                          | 0                                          |                                            |
| 2016                                                                            | 0                                          | 2                                          | 0                                          | 2                                          | 63                                         |      | 2014                                       | –                                          | –                                          | –                                          | –                                          | –                                          |
| 2020                                                                            | 0                                          | 0                                          | 0                                          | 0                                          |                                            |      | 2018                                       | –                                          | –                                          | –                                          | –                                          | –                                          |
| 2024                                                                            | 2                                          | 0                                          | 1                                          | 3                                          | 39                                         |      | 2022                                       | –                                          | –                                          | –                                          | –                                          | –                                          |
| Gesamt                                                                          | 7                                          | 4                                          | 9                                          | 20                                         |                                            |      | Gesamt                                     | 0                                          | 0                                          | 0                                          | 0                                          |                                            |
| \| \| Gold \| Silber \| Bronze \| Gesamt \| \| Ges. S+W \| 7 \| 4 \| 9 \| 20 \| |                                            |                                            |                                            |                                            |                                            |      |                                            |                                            |                                            |                                            |                                            |                                            |
|                                                                                 | Gold                                       | Silber                                     | Bronze                                     | Gesamt                                     |                                            |      |                                            |                                            |                                            |                                            |                                            |                                            |
| Ges. S+W                                                                        | 7                                          | 4                                          | 9                                          | 20                                         |                                            |      |                                            |                                            |                                            |                                            |                                            |                                            |

## Medaillengewinner
| Name                | Sportart       | Jahr / Disziplin                          | Gold | Silber | Bronze | Gesamt |
| ------------------- | -------------- | ----------------------------------------- | ---- | ------ | ------ | ------ |
| Mohamed Allalou     | Boxen          | Sydney 2000 Halbweltergewicht Männer      | –    | –      | 1      | 1      |
| Mohamed Bahari      | Boxen          | Atlanta 1996 Mittelgewicht Männer         | –    | –      | 1      | 1      |
| Amar Benikhlef      | Judo           | Peking 2008 Mittelgewicht Männer          | –    | 1      | –      | 1      |
| Hassiba Boulmerka   | Leichtathletik | Barcelona 1992 1500 Meter Frauen          | 1    | –      | –      | 1      |
| Soraya Haddad       | Judo           | Peking 2008 Halbleichtgewicht Frauen      | –    | –      | 1      | 1      |
| Abderrahmane Hammad | Leichtathletik | Sydney 2000 Hochsprung Männer             | –    | –      | 1      | 1      |
| Imane Khelif        | Boxen          | Paris 2024 Weltergewicht Frauen           | 1    | –      | –      | 1      |
| Taoufik Makhloufi   | Leichtathletik | London 2012 1500 Meter Männer             | 1    | –      | –      | 3      |
| Taoufik Makhloufi   | Leichtathletik | Rio de Janeiro 2016 800 Meter Männer      | –    | 1      | –      | 3      |
| Taoufik Makhloufi   | Leichtathletik | Rio de Janeiro 2016 1500 Meter Männer     | –    | 1      | –      | 3      |
| Nouria Mérah-Benida | Leichtathletik | Sydney 2000 1500 Meter Frauen             | 1    | –      | –      | 1      |
| Noureddine Morceli  | Leichtathletik | Atlanta 1996 1500 Meter Männer            | 1    | –      | –      | 1      |
| Mustapha Moussa     | Boxen          | Los Angeles 1984 Halbschwergewicht Männer | –    | –      | 1      | 1      |
| Kaylia Nemour       | Turnen         | Paris 2024 Stufenbarren Frauen            | 1    | –      | –      | 1      |
| Djabir Saïd-Guerni  | Leichtathletik | Sydney 2000 800 Meter Männer              | –    | –      | 1      | 1      |
| Ali Saïdi-Sief      | Leichtathletik | Sydney 2000 5000 Meter Männer             | –    | 1      | –      | 1      |
| Djamel Sedjati      | Leichtathletik | Paris 2024 800 Meter Männer               | –    | –      | 1      | 1      |
| Hocine Soltani      | Boxen          | Barcelona 1992 Federgewicht Männer        | –    | –      | 1      | 2      |
| Hocine Soltani      | Boxen          | Atlanta 1996 Leichtgewicht Männer         | 1    | –      | –      | 2      |
| Mohamed Zaoui       | Boxen          | Los Angeles 1984 Mittelgewicht Männer     | –    | –      | 1      | 1      |